# Malus fusca
Malus fusca es una especie del género Malus. El fruto es un pequeño pomo redondo.

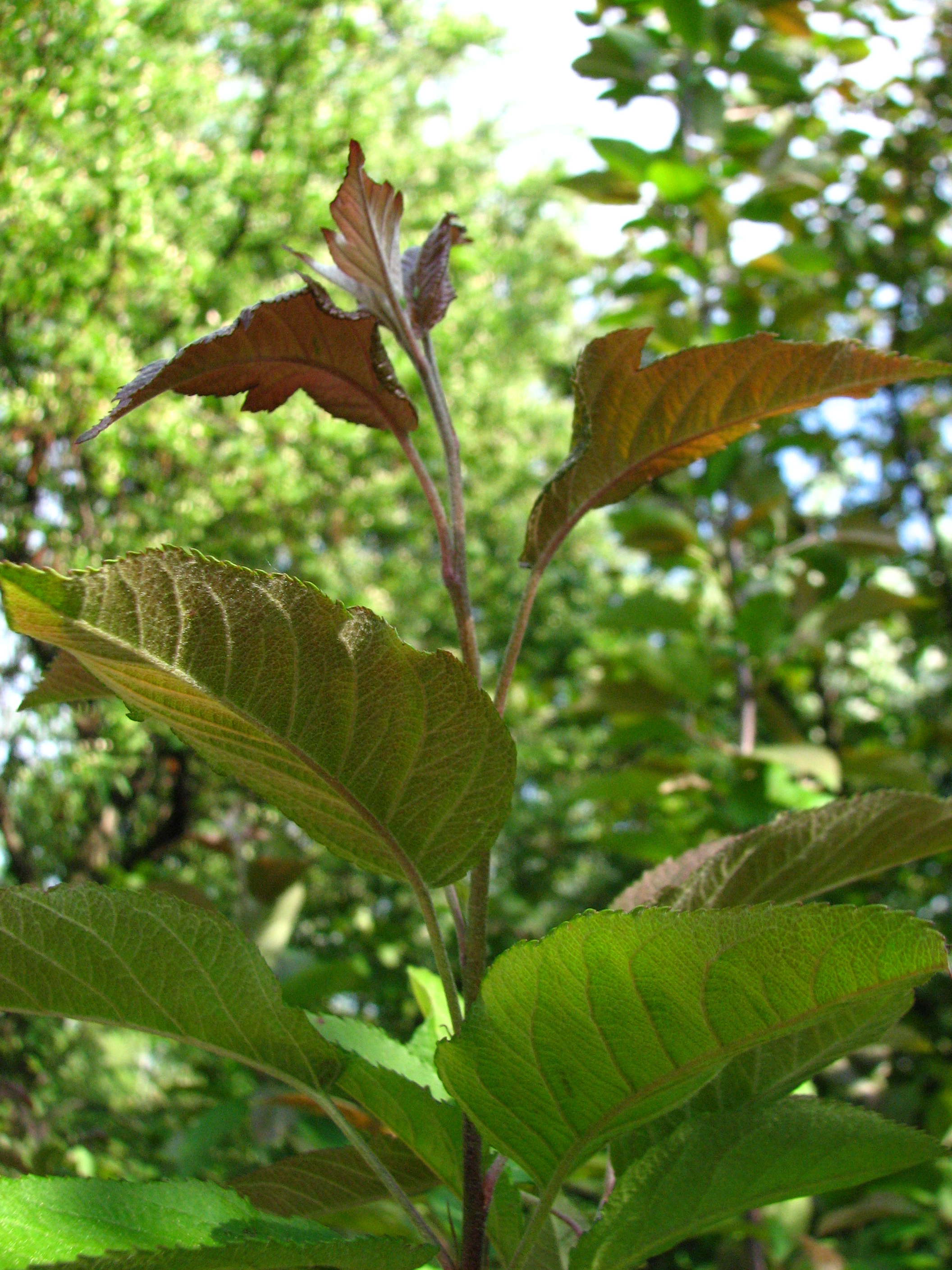
Hojas

Es nativa del oeste de Norteamérica y norte de México donde se encuentra en los bosques templados de coníferas. Desde  Alaska a Puebla.

## Usos
La fruta se puede comer crudo o cocida, sin embargo, tiene un sabor ácido.
Malus fusca es apreciado por los pueblos indígenas del noroeste del Pacífico. Se usa como base de injerto  de "manzana panochera" en la elaboración de cidra mexicana.
La fruta también puede ser utilizada como pectina. 
La corteza puede ser utilizada como un medicamento a base de hierbas. También se cultiva en los parques y jardines como planta ornamental.
El árbol fue valorado también por su madera, fuerte y resistente, que se utilizaba para la fabricación de implementos, y por su corteza, que se utiliza para una amplia gama de propósitos medicinales.

## Taxonomía
Malus fusca fue descrita por (Raf.) C.K.Schneid. y publicado en Illustriertes Handbuch der Laubholzkunde 1(5): 723–724, en el año 1906.
Variedades aceptadas
- Malus fusca var. diversifolia (Bong.) C.K. Schneid.
- Malus fusca var. levipes (Nutt.) C.K. Schneid.

Sinonimia
- Pyrus fusca Raf.	 basónimo[4]

var. diversifolia (Bong.) C.K.Schneid.
- Malus diversifolia (Bong.) M. Roem.
- Pyrus diversifolia Bong.[5]

var. levipes (Nutt.) C.K. Schneid.
- Pyrus rivularis var. levipes Nutt.[6]